# BRIT Awards/British Song of the Year
Der BRIT Award for Best British Song of the Year wurde bereits bei der Einführung der BPI Awards 1977 von der British Phonographic Industry (BPI) verliehen. Es handelt sich um einen Preis, der für den besten Song eines britischen Künstlers vergeben wird. Von 1977 bis 2019 und noch einmal 2021 wurde statt „Song“ die Bezeichnung „Single“ verwendet.
Die Gewinner und Nominierten werden von einem Komitee bestehend aus über eintausend Mitgliedern gewählt. Das Wahlkomitee besteht aus verschiedenen Mitarbeitern von Plattenfirmen und Musikzeitschriften, Managern und Agenten, Angehörigen der Medien sowie vergangenen Gewinnern und Nominierten. Zeitweilig wurde auch über die Verkaufszahlen entschieden, so dass durchaus auch internationale Künstler nominiert wurden. Der einzige ausländische Künstler, der den Award gewann, war der US-amerikanische Sänger Bruno Mars als Featuring von Mark Ronson.
Am häufigsten gewannen Take That, die den Award fünf Mal erhielten. Take That gewannen den Award auch als erste in aufeinanderfolgenden Jahren. Ihr ehemaliges Mitglied Robbie Williams gewann ihn drei Mal, was der Rekord für Solokünstler ist. Zudem gewann er den Award dreimal in aufeinanderfolgenden Jahren.

## Übersicht
| Jahr | Sieger                                                              | Nominierungen |
| ---- | ------------------------------------------------------------------- | --- |
| 1977 | Procol Harum – A Whiter Shade of Pale and Queen – Bohemian Rhapsody | - 10cc – I'm Not in Love - The Beatles – She Loves You |
| 1982 | Soft Cell – Tainted Love                                            | - Adam and the Ants – Prince Charming - Adam and the Ants – Stand and Deliver |
| 1983 | Dexys Midnight Runners – Come On Eileen                             | - Irene Cara – Fame (Vereinigte Staaten) - Survivor – Eye of the Tiger (Vereinigte Staaten) |
| 1984 | Culture Club – Karma Chameleon                                      | keine Nominierungen |
| 1985 | Frankie Goes to Hollywood – Relax                                   | - Bronski Beat – Smalltown Boy - Frankie Goes to Hollywood – Two Tribes - George Michael – Careless Whisper - Sade – Smooth Operator |
| 1986 | Tears for Fears – Everybody Wants to Rule the World                 | - David Bowie and Mick Jagger – Dancing in the Street - Dire Straits – Money for Nothing - Kate Bush – Running Up That Hill - Paul Hardcastle – 19 |
| 1987 | Pet Shop Boys – West End Girls                                      | - Chris de Burgh – The Lady in Red - The Communards and Sarah Jane Morris – Don’t Leave Me This Way - Peter Gabriel – Sledgehammer - Simply Red – Holding Back the Years |
| 1988 | Rick Astley – Never Gonna Give You Up                               | - Bananarama – Love in the First Degree - MARRS – Pump Up the Volume - Pet Shop Boys – It’s a Sin - T’Pau – China in Your Hand |
| 1989 | Fairground Attraction – Perfect                                     | - Art of Noise featuring Tom Jones – Kiss - Deacon Blue – Real Gone Kid - Robert Palmer – She Makes My Day - Tanita Tikaram – Twist in My Sobriety |
| 1990 | Phil Collins – Another Day in Paradise                              | - Band Aid II – Do They Know It's Christmas? - The Christians, Holly Johnson, Paul McCartney, Gerry Marsden and Stock Aitken Waterman – Ferry Cross the Mersey - Jason Donovan – Sealed with a Kiss - Jason Donovan – Too Many Broken Hearts - Jive Bunny and the Mastermixers – Swing the Mood - Jive Bunny and the Mastermixers – That's What I Like - Jive Bunny and the Mastermixers – Let's Party - Lisa Stansfield – All Around the World - Marc Almond & Gene Pitney – Something's Gotten Hold of My Heart - Simple Minds – Belfast Child - Sonia – You'll Never Stop Me Loving You - Soul II Soul – Back to Life |
| 1991 | Depeche Mode – Enjoy the Silence                                    | keine Nominierungen |
| 1992 | Queen – These Are the Days of Our Lives                             | - Gareth Hale and Norman Pace – The Stonk - Iron Maiden – Bring Your Daughter... to the Slaughter - Jason Donovan – Any Dream Will Do - The KLF – 3 a.m. Eternal - Vic Reeves and The Wonder Stuff – Dizzy |
| 1993 | Take That – Could It Be Magic                                       | - Shakespears Sister – Stay - Take That – It Only Takes a Minute - Take That – A Million Love Songs - Wet Wet Wet – Goodnight Girl |
| 1994 | Take That – Pray                                                    | - Dina Carroll – Don't Be a Stranger - Paul Weller – Wild Wood - Radiohead – Creep - Suede – Animal Nitrate (eliminiert) - Apache Indian – Boom Shack-A-Lak - Gabrielle – Dreams - M People – Moving On Up - New Order – Regret - Shaggy – Oh Carolina |
| 1995 | Blur – Parklife                                                     | - Blur – Girls & Boys - East 17 – Stay Another Day - Oasis – Live Forever - Wet Wet Wet – Love Is All Around (eliminiert) - China Black – Searching - D:Ream – Things Can Only Get Better - The Grid – Texas Cowboys - Michelle Gayle – Sweetness - Tom Jones – If I Only Knew |
| 1996 | Take That – Back for Good                                           | - Blur – Country House - Everything but the Girl – Missing - Oasis – Wonderwall - Pulp – Common People (eliminiert) - Annie Lennox – No More I Love You's - Edwyn Collins – A Girl Like You - Oasis – Roll with It - Simply Red – Fairground - Supergrass – Alright |
| 1997 | Spice Girls – Wannabe                                               | - Babybird – You're Gorgeous - Kula Shaker – Tattva - Lighthouse Family – Lifted - Manic Street Preachers – A Design for Life - George Michael – Fastlove - Mark Morrison – Return of the Mack - Oasis – Don’t Look Back in Anger - The Prodigy – Firestarter - Underworld – Born Slippy |
| 1998 | All Saints – Never Ever                                             | - Blur – Song 2 - Chumbawamba – Tubthumping - Eternal featuring BeBe Winans – I Wanna Be the Only One - Elton John – Something About the Way/Candle in the Wind '97 - Olive – You're Not Alone - Radiohead – Paranoid Android - Texas – Say What You Want - The Verve – Bitter Sweet Symphony - Robbie Williams – Old Before I Die |
| 1999 | Robbie Williams – Angels                                            | - Beautiful South – Perfect 10 - Catatonia – Road Rage - Cornershop – Brimful of Asha - Des'ree – Life - Fatboy Slim – The Rockafeller Skank - Manic Street Preachers – If You Tolerate This Your Children Will Be Next - Massive Attack – Teardrop - George Michael – Outside - Robbie Williams – Millennium |
| 2000 | Robbie Williams – She's the One                                     | - Basement Jaxx – Red Alert - Supergrass – Moving - Moloko – Sing It Back - Blur – Tender - Travis – Why Does It Always Rain on Me? - Fatboy Slim – Praise You - Manic Street Preachers – You Stole the Sun from My Heart - The Chemical Brothers – Hey Boy Hey Girl - Shanks and Bigfoot – Sweet Like Chocolate |
| 2001 | Robbie Williams – Rock DJ                                           | - All Saints – Pure Shores - Coldplay – Yellow - Craig David – 7 Days - David Gray – Babylon - Moloko – The Time Is Now - Sonique – It Feels So Good - Spiller – Groovejet (If This Ain't Love) - Sugababes – Overload - Toploader – Dancing in the Moonlight |
| 2002 | S Club 7 – Don't Stop Movin’                                        | - Atomic Kitten – Whole Again - Bob the Builder – Mambo No. 5 - Daniel Bedingfield – Gotta Get Thru This - DJ Pied Piper and the Masters of Ceremonies – Do You Really Like It? - Geri Halliwell – It’s Raining Men - Gorillaz featuring Del the Funky Homosapien – Clint Eastwood - Hear’Say – Pure and Simple - Robbie Williams – Eternity/The Road to Mandalay - So Solid Crew – 21 Seconds |
| 2003 | Liberty X – Just a Little                                           | - Atomic Kitten – The Tide Is High - Gareth Gates – Anyone of Us (Stupid Mistake) - Gareth Gates – Unchained Melody - Will Young – Anything Is Possible |
| 2004 | Dido – White Flag                                                   | - Gareth Gates – Spirit in the Sky - Jamelia – Superstar - Mis-Teeq – Scandalous - Rachel Stevens – Sweet Dreams My LA Ex |
| 2005 | Will Young – Your Game                                              | - Band Aid 20 – Do They Know It’s Christmas? - Jamelia – Thank You - LMC vs U2 – Take Me to the Clouds Above - The Shapeshifters – Lola's Theme |
| 2006 | Coldplay – Speed of Sound                                           | - James Blunt – You're Beautiful - Shayne Ward – That's My Goal - Sugababes – Push the Button - Tony Christie (featuring Peter Kay) – (Is This the Way To) Amarillo? |
| 2007 | Take That – Patience                                                | - Razorlight – America - Snow Patrol – Chasing Cars - The Feeling – Fill My Little World - Will Young – All Time Love - James Morrison – You Give Me Something eliminiert in Runde 2 - Leona Lewis – A Moment Like This eliminiert in Runde 2 - Lily Allen – Smile eliminiert in Runde 2 - Corinne Bailey Rae – Put Your Records On eliminiert in Runde 1 - Sandi Thom – I Wish I Was a Punk Rocker eliminiert in Runde 1 - The Kooks – She Moves in Her Own Way eliminiert in Runde 1 |
| 2008 | Take That – Shine                                                   | - Leona Lewis – Bleeding Love - Mika – Grace Kelly - Mark Ronson (featuring Amy Winehouse) – Valerie - The Hoosiers – Worried About Ray - Kaiser Chiefs – Ruby eliminiert am 18. Februar - Sugababes – About You Now eliminiert am 18. Februar - Kate Nash – Foundations eliminiert am 17. Februar - James Blunt – 1973 eliminiert am 16. Februar - Mutya Buena – Real Girl eliminiert am 15. Februar |
| 2009 | Girls Aloud – The Promise                                           | - Coldplay – Viva la Vida - Duffy – Mercy - Leona Lewis – Better in Time - Scouting for Girls – Heartbeat - Alexandra Burke – Hallelujah ausgeschieden am 13. Februar - Dizzee Rascal (featuring Calvin Harris and Chrome) – Dance wiv Me ausgeschieden am 12. Februar - Adele – Chasing Pavements ausgeschieden am 11. Februar - The X Factor Finalists 2008 – Hero ausgeschieden am 10. Februar - Estelle (featuring Kanye West) – American Boy ausgeschieden am 9. Februar |
| 2010 | JLS – Beat Again                                                    | - Alesha Dixon – Breathe Slow - Alexandra Burke (featuring Flo Rida) – Bad Boys - Cheryl Cole – Fight for This Love - Joe McElderry – The Climb - La Roux – In for the Kill - Lily Allen – The Fear - Pixie Lott – Mama Do (Uh Oh, Uh Oh) - Taio Cruz – Break Your Heart - Tinchy Stryder (featuring N-Dubz) – Number 1 |
| 2011 | Tinie Tempah – Pass Out                                             | - Alexandra Burke featuring Pitbull – All Night Long - Cheryl Cole – Parachute - Florence + the Machine – You've Got the Love - Matt Cardle – When We Collide - Olly Murs – Please Don't Let Me Go - Plan B – She Said - Scouting for Girls – This Ain't a Love Song - Taio Cruz – Dynamite - The Wanted – All Time Low |
| 2012 | One Direction – What Makes You Beautiful                            | - Adele – Someone like You - Ed Sheeran – The A Team - Example – Changed the Way You Kiss Me - Jessie J featuring B.o.B – Price Tag - JLS featuring Dev – She Makes Me Wanna - Military Wives/Gareth Malone – Wherever You Are - Olly Murs featuring Rizzle Kicks – Heart Skips a Beat - Pixie Lott – All About Tonight - The Wanted – Glad You Came |
| 2013 | Adele – Skyfall                                                     | - Alex Clare – Too Close - DJ Fresh featuring Rita Ora – Hot Right Now - Emeli Sandé – Next to Me - Florence + the Machine – Spectrum (Say My Name) - James Arthur – Impossible - Jessie J – Domino - Labrinth featuring Emeli Sandé – Beneath Your Beautiful - Olly Murs featuring Flo Rida – Troublemaker - Rita Ora featuring Tinie Tempah – R.I.P. - Rizzle Kicks – Mama Do the Hump - Robbie Williams – Candy - Rudimental featuring John Newman – Feel the Love - Stooshe – Black Heart |
| 2014 | Rudimental feat. Ella Eyre – Waiting All Night                      | - Bastille – Pompeii - Calvin Harris feat. Ellie Goulding – I Need Your Love - Disclosure feat. AlunaGeorge – White Noise - Ellie Goulding – Burn - John Newman – Love Me Again - Naughty Boy feat. Sam Smith – La La La - Olly Murs – Dear Darlin - One Direction – One Way or Another (Teenage Kicks) - Passenger – Let Her Go |
| 2015 | Mark Ronson feat. Bruno Mars – Uptown Funk                          | - Calvin Harris – Summer - Clean Bandit feat. Jess Glynne – Rather Be - Duke Dumont feat. Jax Jones – I Got You - Ed Sheeran – Thinking Out Loud - Ella Henderson – Ghost - George Ezra – Budapest - Route 94 feat. Jess Glynne – My Love - Sam Smith – Stay with Me - Sigma – Nobody to Love |
| 2016 | Adele – Hello                                                       | - Calvin Harris & Disciples – How Deep Is Your Love - Ed Sheeran & Rudimental – Bloodstream - Ellie Goulding – Love Me like You Do - James Bay – Hold Back the River - Jess Glynne – Hold My Hand - Little Mix – Black Magic - Olly Murs feat. Demi Lovato – Up - Philip George – Wish You Were Mine - Years & Years – King |
| 2017 | Little Mix – Shout Out to My Ex                                     | - Alan Walker – Faded - Calum Scott – Dancing on My Own - Calvin Harris featuring Rihanna – This Is What You Came For - Clean Bandit featuring Sean Paul & Anne-Marie – Rockabye - Coldplay – Hymn for the Weekend - James Arthur – Say You Won’t Let Go - Jonas Blue feat. Dakota – Fast Car - Tinie Tempah featuring Zara Larsson – Girls Like - Zayn – Pillowtalk |
| 2018 | Rag ’n’ Bone Man – Human                                            | - Calvin Harris featuring Pharrell Williams, Katy Perry & Big Sean – Feels - Clean Bandit featuring Zara Larsson – Symphony - Dua Lipa – New Rules - Ed Sheeran – Shape of You - J Hus – Did You See - Jax Jones featuring Raye – You Don’t Know Me - Jonas Blue featuring William Singe – Mama - Liam Payne feat. Quavo – Strip That Down - Little Mix – Touch |
| 2019 | Calvin Harris & Dua Lipa – One Kiss                                 | - Anne-Marie – 2002 - Clean Bandit featuring Demi Lovato – Solo - Dua Lipa – IDGAF - George Ezra – Shotgun - Jess Glynne – I’ll Be There - Ramz – I’m Barking - Rudimental featuring Jess Glynne, Macklemore & Dan Caplen – These Days - Sigala & Paloma Faith – Lullaby - Tom Walker – Leave a Light On |
| 2020 | Lewis Capaldi – Someone You Loved                                   | - AJ Tracey – Ladbroke Grove - Calvin Harris & Rag ’n’ Bone Man – Giant - Dave featuring Burna Boy – Location - Ed Sheeran & Justin Bieber – I Don’t Care - Mabel – Don’t Call Me Up - Mark Ronson featuring Miley Cyrus – Nothing Breaks Like a Heart - Sam Smith & Normani – Dancing with a Stranger - Stormzy – Vossi Bop - Tom Walker – Just You and I |
| 2021 | Harry Styles – Watermelon Sugar                                     | - 220 Kid & GRACEY – Don’t Need Love - Aitch & AJ Tracey feat. Tay Keith – Rain - Dua Lipa – Physical - Headie One feat. AJ Tracey and Stormzy – Ain’t It Different - Joel Corry feat. MNEK – Head & Heart - Nathan Dawe feat. KSI – Lighter - Regard & RAYE – Secrets - S1MBA feat. DTG – Rover - Young T & Bugsey feat. Headie One – Don’t Rush |
| 2022 | Adele – Easy on Me                                                  | - A1 x J1 – Latest Trends - Anne-Marie, KSI & Digital Farm Animals – Don't Play - Becky Hill & David Guetta – Remember - Central Cee – Obsessed With You - Dave featuring Stormzy – Clash - Ed Sheeran – Bad Habits - Elton John & Dua Lipa – Cold Heart - Glass Animals – Heat Waves - Joel Corry, RAYE & David Guetta – Bed - KSI – Holiday - Nathan Evans, 220 Kid & Billen Ted – Wellerman (220 Kid x Billen Ted remix) - Riton x Nightcrawlers featuring Mufasa & Hypeman – Friday - Tion Wayne & Russ Millions – Body - Tom Grennan – Little Bit of Love                                                           |
| 2023 | Harry Styles – As It Was                                            | - Aitch & Ashanti – Baby - Cat Burns – Go - Dave – Starlight - Ed Sheeran & Elton John – Merry Christmas - Eliza Rose & Interplanetary Criminal – B.O.T.A. (Baddest of Them All) - George Ezra – Green Green Grass - Lewis Capaldi – Forget Me - LF System – Afraid to Feel - Sam Smith & Kim Petras – Unholy |
| 2024 | Raye featuring 070 Shake – Escapism.                                | - Calvin Harris and Ellie Goulding – Miracle - Cassö, Raye und D-Block Europe – Prada - Central Cee – Let Go - Dave und Central Cee – Sprinter - Dua Lipa – Dance the Night - Ed Sheeran – Eyes Closed - J Hus featuring Drake – Who Told You - Kenya Grace – Strangers - Lewis Capaldi – Wish You the Best - PinkPantheress – Boy’s a Liar - Rudimental, Charlotte Plank und Vibe Chemistry – Dancing Is Healing - Stormzy featuring Debbie Firebabe - Switch Disco und Ella Henderson – React - Venbee and Goddard. – Messy in Heaven                                                                                  |
| 2025 | Charli XCX featuring Billie Eilish – Guess                          | - Artemas – I Like the Way You Kiss Me - The Beatles – Now and Then - Bl3ss with Camrin Watsin featuring Bbyclose – Kisses - Central Cee featuring Lil Baby – Band 4 Band - Chase & Status featuring Stormzy – Backbone - Coldplay – Feels Like I’m Falling in Love - Dua Lipa – Training Season - Ella Henderson featuring Rudimental – Alibi - Jade – Angel of My Dreams - Jordan Adetunji – Kehlani - KSI featuring Trippie Redd – Thick of It - Myles Smith – Stargazing - Sam Ryder – You’re Christmas to Me - Sonny Fodera with Jazzy & D.O.D. – Somedays                                                          |

## Statistik
Stand: 2025
| Awards | Artist          |
| ------ | --------------- |
| 5      | Take That       |
| 3      | Robbie Williams |
| 3      | Adele           |
| 2      | Queen           |

| Awards | Artist                        |
| ------ | ----------------------------- |
| 9      | Calvin Harris                 |
| 8      | Dua Lipa                      |
| 8      | Ed Sheeran                    |
| 7      | Take That                     |
| 7      | Robbie Williams               |
| 7      | Coldplay                      |
| 7      | Rudimental                    |
| 5      | Adele                         |
| 5      | Blur                          |
| 5      | Jess Glynne                   |
| 5      | Olly Murs                     |
| 5      | Raye                          |
| 5      | Stormzy                       |
| 4      | Central Cee                   |
| 4      | Clean Bandit                  |
| 4      | Dave                          |
| 4      | Ellie Goulding                |
| 4      | KSI                           |
| 4      | Oasis                         |
| 4      | Sam Smith                     |
| 4      | Sugababes                     |
| 3      | AJ Tracey                     |
| 3      | Alexandra Burke               |
| 3      | Anne-Marie                    |
| 3      | Ella Henderson                |
| 3      | Gareth Gates                  |
| 3      | George Ezra                   |
| 3      | Jason Donovan                 |
| 3      | Jive Bunny & the Mastermixers |
| 3      | Leona Lewis                   |
| 3      | Lewis Capaldi                 |
| 3      | Little Mix                    |
| 3      | Manic Street Preachers        |
| 3      | George Michael                |
| 3      | Tinie Tempah                  |
| 3      | Will Young                    |
| 2      | 220 Kid                       |
| 2      | Adam and the Ants             |
| 2      | Aitch                         |
| 2      | All Saints                    |
| 2      | Lily Allen                    |
| 2      | Alesha Dixon                  |
| 2      | James Arthur                  |
| 2      | Atomic Kitten                 |
| 2      | Jonas Blue                    |
| 2      | James Blunt                   |
| 2      | Cheryl                        |
| 2      | Joel Corry                    |
| 2      | Taio Cruz                     |
| 2      | Dave                          |
| 2      | George Ezra                   |
| 2      | Fatboy Slim                   |
| 2      | Florence + the Machine        |
| 2      | Frankie Goes to Hollywood     |
| 2      | David Guetta                  |
| 2      | Harry Styles                  |
| 2      | Headie One                    |
| 2      | Jamelia                       |
| 2      | Jessie J                      |
| 2      | JLS                           |
| 2      | Elton John                    |
| 2      | Jax Jones                     |
| 2      | Tom Jones                     |
| 2      | Labrinth                      |
| 2      | Zara Larsson                  |
| 2      | Pixie Lott                    |
| 2      | Demi Lovato                   |
| 2      | Moloko                        |
| 2      | John Newman                   |
| 2      | One Direction                 |
| 2      | Headie One                    |
| 2      | Rita Ora                      |
| 2      | Pet Shop Boys                 |
| 2      | Queen                         |
| 2      | Radiohead                     |
| 2      | Rag ’n’ Bone Man              |
| 2      | Rihanna                       |
| 2      | Rizzle Kicks                  |
| 2      | Mark Ronson                   |
| 2      | Emeli Sandé                   |
| 2      | Tom Walker                    |